# Galilee-Becken

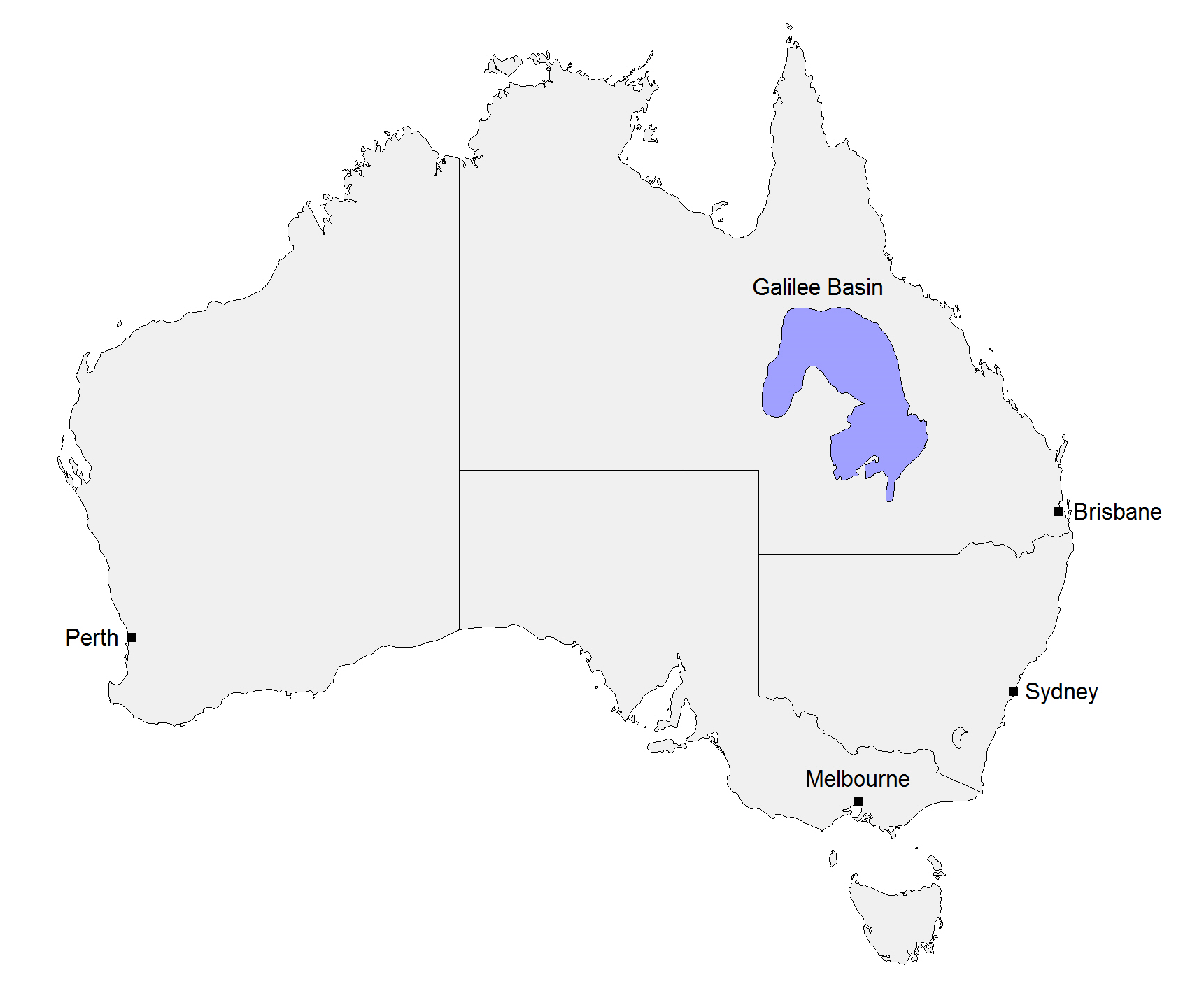
Lage des Galilee-Beckens

Das Galilee-Becken (englisch Galilee Basin) ist ein geomorphologisches Becken im australischen Bundesstaat Queensland. Es ist ein Teil des Großen Artesischen Beckens, liegt etwa 200 km westlich des Bowenbeckens und umfasst eine Fläche von etwa 247.000 km².

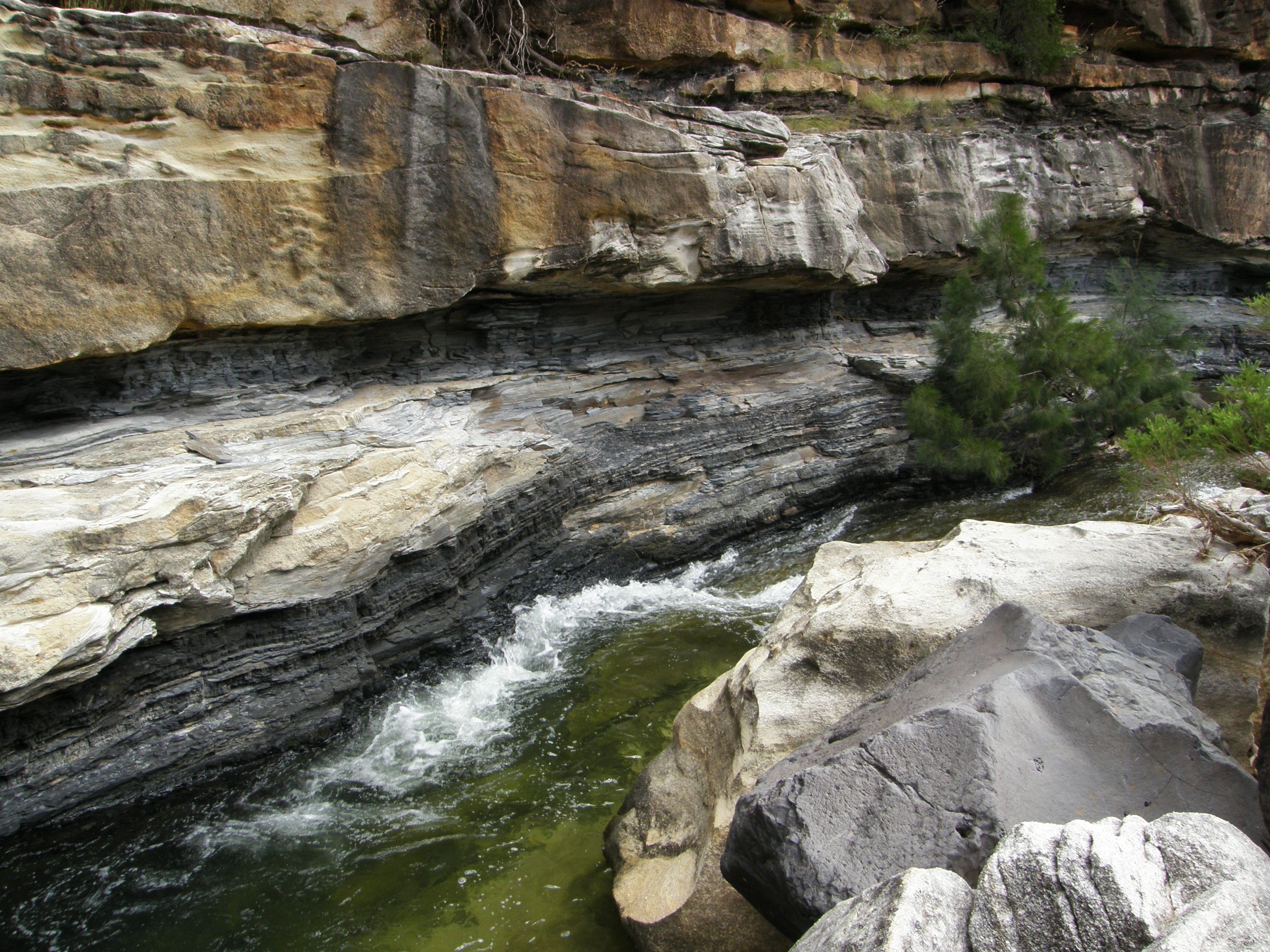
Kohleflöze der oberpermischen Betts Creek Beds im Galilee-Becken

Das Becken ist reich an Kohlelagerstätten; so hat das Unternehmen Waratah Coal Pty Ltd. dort 4,4 Milliarden Tonnen Kohle entdeckt.
Das indische Unternehmen Adani Group plant mit dem Steinkohlebergwerk Carmichael eines der größten Kohlebergwerke der Welt.